# 酔月壺龍
酔月 壺龍（すいげつ こりゅう、生没年不詳）とは、江戸時代の浮世絵師。

## 来歴
葛飾北斎の門人。文化7年（1810年）頃刊行の狂歌絵本『狂歌国尽』（瀬川路蝶編）に北斎門人として挿絵がみられるが、その他の作や経歴については不明。